# Raphael Kirchner
Raphael Kirchner (1876-2 de agosto de 1917) fue un pintor e ilustrador austriaco. Nació en Viena, Austria en 1876; siendo alumno de la academia de bellas artes. Se traslada a París en el año 1900, realizando en esta ciudad ilustraciones para revistas como 'La Vie Parisienne'. En 1914 Kirchner se trasladó a los Estados Unidos donde permaneció hasta su muerte, acaecida en 1917.

## Obra
Raphael Kirchner realizó miles de postales a lo largo de su vida. Su serie de postales más popular fue la conocida como la serie 'Geisha'.